# Aethia pusilla
L'alca minima (Aethia pusilla, Pallas 1811) è un uccello marino della famiglia degli alcidi.

## Sistematica
Aethia pusilla non ha sottospecie, è monotipico.

## Distribuzione e habitat
Questo uccello vive soprattutto nel Pacifico: Russia, Giappone, Alaska, Stati Uniti occidentali (California), Canada occidentale (Columbia Britannica) ma anche settentrionale (Territori del Nord-Ovest e Nunavut).